# Јашар Бабић
Јашар Бабић (? — око 1755) био је јунак и четовођа турског Никшића, из XVIII вијека. Према предању и народној песми, четовао против Црногораца око 50 година. Опеван је у црногорској и муслиманској народној епици.
Погинуо у сукобу са најпознатијим црногорским јунаком Николом (Никцем) Томановићем (Никац од Ровина). Према епској пјесми „Смрт Никца од Ровина“, Бабићу и Никцу су приликом сусрета истовремено опалили џефердари.
По предању, Јашар Бабић је презиме добио, по томе што га је мајка родила у својој шездесетој години.